# Jean-Auguste-Dominique Ingres
Jean-Auguste-Dominique Ingres (29. august 1780 – 14. januar 1867) var en fransk maler og en af hovedeksponenterne for det franske klassicistiske 1800-tals maleri. Han var i en periode elev hos Jacques-Louis David og lagde især vægt på klarhed og strenghed i kompositionen og en nøjagtig gengivelse af detaljerne, hvilket kommer frem i portrætternes silke, fløjl, blonder og guldbesætninger og i hans sensuelle mytologi- eller odalisk-inspirerede nøgenstudier.

## Liv
Han var født i Montauban i det sydvestlige Frankrig, blev uddannet ved akademiet i Toulouse og drog i 1796 til Paris for at studere malerkunst under Jacques-Louis David. Efter kort tid forlod han atelieret på grund af en konflikt om malerstil: Ingres var blandt andet mere optaget af konturer og linjer end sin lærer.
Han vandt Prix de Rome i 1801. Et af hans mesterværker, Grande Odalisque, som viser en haremspige er udstillet i Louvre.
Ingres er begravet på kirkegården Père Lachaise i Paris.

## Billedgalleri
- Kejser Napoleon 1. på tronen i kroningsudstyr. (1806), Musée de l'Armée
- La Grande Odalisque; Den store odalisk (1814), Louvre
- Portræt af Louis-François Bertin (1832), Louvre
- Le Bain Turc; Det tyrkiske bad (1862), Louvre